# Gloria Holden
Gloria Holden (* 5. September 1903 in London, England; † 22. März 1991 in Redlands, Kalifornien) war eine britisch-amerikanische Schauspielerin. Bekanntheit erreichte sie in den 1930er-Jahren durch die Filme Draculas Tochter und Das Leben des Emile Zola.

## Leben
Gloria Holden wurde in London geboren, wuchs aber in den Vereinigten Staaten auf. Dort absolvierte sie eine Ausbildung zur Tänzerin und Operettensängerin. Sie war seit Anfang der 1930er-Jahre am Broadway aktiv, bis sie Mitte der 1930er-Jahre von Clarence Brown zu einem Vorsprechen nach Hollywood gebeten wurde. Sie bekam einen Vertrag bei den Universal Studios und sofort eine Hauptrolle, die sie zum Star machte.
Bleibende Bekanntheit sicherte ihr vor allem der Horrorfilm Draculas Tochter von 1936, in dem sie die Titelrolle spielte. Diese stellte sie auf eine mysteriös-exotische Art und Weise dar. Ein Jahr später spielte sie in William Dieterles Filmbiografie Das Leben des Emile Zola, das den Oscar für den besten Film erhielt, die weibliche Hauptrolle. Doch so großen Erfolg wie durch diese beiden Filme erhielt sie nie wieder, fortan musste sie sich in größeren Filmen wie Der Testpilot oder Herr des wilden Westens mit Nebenrollen kleinerer bis mittlerer Größe begnügen. Die nächsten Jahre spielte sie in zumeist in B-Movies mit unbekannteren Darstellern, zunächst als Hauptdarstellerin, später auch dort nur als Nebendarstellerin. Nach kleinen Nebenrollen in Komödien wie Der Windhund und die Lady (1947), Geliebt in alle Ewigkeit (1956) und Die tolle Tante (1958) zog sie sich 1958 nach etwa 40 Filmen aus dem Filmgeschäft zurück. In den 1950er-Jahren hatte sie auch ein paar Auftritte im US-Fernsehen.
Neben ihrer Arbeit als Filmschauspielerin war Holden auch beim Hörfunk tätig. So arbeitete sie unter anderem vor ihrem ersten Filmcasting für ein halbes Jahr für die Radioshow von Eddie Cantor. 1943 sprach sie die Mutterrolle in der Teenager-Comedy-Serie Meet Corliss Archer von CBS. Von 1944 bis zu ihrem Tod 1991 an einem Herzinfarkt war sie verheiratet mit William Hoyt. Sie hatten einen gemeinsamen Sohn, Christopher Hoyt, der 1970 mit nur 26 Jahren starb. Aus einer früheren Beziehung mit Harry Dawson Reynolds hatte Holden einen älteren Sohn, Larry Holden (1922–1997), der unter dem Namen Glen Corbett als Schauspieler aktiv war. Er war verheiratet mit der kanadischen Schauspielerin Adrianne Ellis, mit der er zwei Kinder hat: Laurie Holden und Christopher Holden, die somit Gloria Holdens Enkelkinder und ebenfalls Schauspieler sind.

## Filmografie (Auswahl)
- 1936: Draculas Tochter (Dracula’s Daughter)
- 1936: Seine Sekretärin (Wife vs. Secretary)
- 1937: The Man Without a Country
- 1937: Das Leben des Emile Zola (The Life of Emile Zola)
- 1938: Girls’ School
- 1938: Der Testpilot (Test Pilot)
- 1938: Hawaii Calls
- 1939: A Child Is Born
- 1939: Miracles for Sale
- 1939: Herr des wilden Westens (Dodge City)
- 1940: This Thing Called Love
- 1941: Blutrache (The Corsican Brothers)
- 1941: Passage from Hong Kong
- 1942: Apache Trail
- 1942: Miss Annie Rooney
- 1942: A Gentleman After Dark
- 1942: Don’t Talk
- 1943: Behind the Rising Sun
- 1945: Hit the Hay
- 1945: The Girl of the Limberlost
- 1945: Adventures of Rusty
- 1945: Having Wonderful Crime
- 1945: Strange Holiday
- 1946: Schwester Kenny (Sister Kenny)
- 1947: Killer McCoy
- 1947: Der Windhund und die Lady (The Hucksters)
- 1947: Undercover Maisie
- 1948: Perilous Waters
- 1949: A Kiss for Corliss
- 1949: The Sickle or the Cross
- 1950: The Marionette Mystery
- 1952: Hat jemand meine Braut gesehen? (Has Anybody Seen My Gal?)
- 1953: Du und keine andere (Dream Wife)
- 1956: Geliebt in alle Ewigkeit (The Eddy Duchin Story)
- 1958: Männer über Vierzig (This Happy Feeling)
- 1958: Die tolle Tante (Auntie Mame)